# نافاتيخاريس
بلدية نافاتيخاريس (بالإسبانية: Navatejares) هي بلدية تقع في مقاطعة آبلة التابعة لمنطقة قشتالة وليون وسط إسبانيا.

## الديموغرافيا
بلغ عدد سكان بلدية نافاتيخاريس 70 نسمة عام 2011 (وفقاً للمعهد الوطني للإحصاء الإسباني).
| 122 | 106 | 88 | 78 | 76 | 74 | 70 |